# 上灘村 (鳥取県)
上灘村（うわなだそん）は、鳥取県東伯郡にあった村。現在の倉吉市の一部にあたる。

## 地理
小鴨川と天神川の合流点の小沖積平野に位置していた。

## 歴史
- 1889年（明治22年）10月1日、町村制の施行により、久米郡下田中村、円谷村、米田村、駄経寺村、巖城村が合併して村制施行し、上灘村が発足[1][2]。旧村名を継承した下田中、円谷、米田、駄経寺、巖城の5大字を編成[2]。
- 1896年（明治29年）4月1日、郡の統合により東伯郡に所属[2]。
- 1929年（昭和4年）10月1日、東伯郡倉吉町に編入され廃止[1][2]。合併後、倉吉町大字下田中・円谷・米田・駄経寺・巖城となる[2]。

### 地名の由来
旧灘郷にちなむ。

## 産業
- 農業[3]

## 交通
- 1912年（明治45年）国有鉄道倉吉線が倉吉まで開通し、同年、上灘駅を開設[2]。

## 教育
- 1873年（明治6年）下田中学校開校[2]。1879年（明治12年）愛日学校開校[2]。1881年（明治14年）巖城学校開校[2]。上記3校を統合し1884年（明治17年）下田中小学校設置[2]。1889年（明治22年）上灘尋常小学校に改称[2]。1924年（大正13年）高等科設置[2]。（現倉吉市立上灘小学校）

## 名所・旧跡
- 大御堂廃寺跡[4]
- 三明寺古墳[5]